# 번 트로이어
번 트로이어(Verne Troyer, 1969년 1월 1일 ~ 2018년 4월 21일)는 미국의 배우이다.

## 출연 작품
- 레전드 (2015)
- 더 420 무비: 메리 & 제인 (2014)
- 키스 레몬: 더 필름 (2012)
- 마이 선, 마이 선, 왓 해브 예 던 (2009)
- 파르나서스 박사의 상상극장 (2009)
- 더 스모킹 건 프리젠트: 월드 덤베스트 (2008)
- 러브 그루 (2008)
- 업 클로즈 위드 캐리 키건 (2007)
- 포스탈 (2007)
- 카슨 데일리 쇼 (2002)
- 오스틴 파워: 골드 멤버 (2002)
- 하드 캐쉬 (2002)
- 해리 포터와 마법사의 돌 (2001)
- 그린치 (2000)
- 오스틴 파워 (1999)
- 라스베가스의 공포와 혐오 (1998)
- 맨 인 블랙 (1997)
- 피노키오 신드롬 (1996)